# Обол

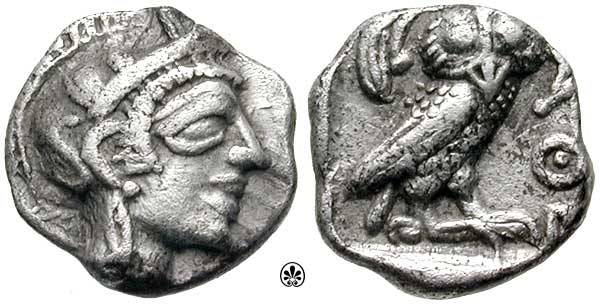
Серебряный обол. Афины, после 449 г. до н. э.

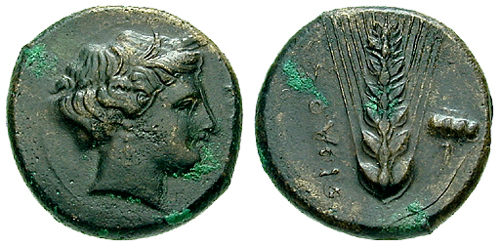
Медный обол из Метапонта, 425—350 гг. до н. э.

Обо́л (др.-греч. ὀβολός) — название монеты и единицы веса.
- Древнегреческий обол — единица веса (массы), равная примерно 0,65 грамма, а также серебряная, золотая, затем медная монета в Древней Греции, равная 1/6 драхмы.
- В Римской империи обол был бронзовой или медной монетой.
- Бронзовая монета в Византии в IX—X вв., равная 1/2 фоллиса.
- Медная монета во Франции в IX в., равная 1/2 денье (старинной разменной монеты, составлявшей 1/12 су или 1/240 ливра и сохранявшейся в обращении до начала XIX в.), серебряная монета в 4 денье при Филиппе IV Красивом (1285—1314) и в 7 1/2 денье при Карле IV (1322—1328).
- Также обол был в Средние века в ходу в Голландии, Италии, Испании, Португалии и Великом княжестве Литовском.
- В Спарте обол был в виде длинных и тяжёлых железных прутков (здесь они назывались словом пеланоры[1]), что делало трудным воровство и неудобным взяточничество.
- В хождении также находились монеты кратные оболу: пентобол (5), тетраобол (4), триобол (3), диобол (2) и тригемиобол (1 1/2)
- Ионийский обол — монета Ионийской республики в 1819—1863 г. до её вхождения в состав Греции
- Дробная единица греческой драхмы в конце 19 века (1 драхма = 20 оболов = 100 лепт)